# Корсунський договір (1657)
Ко́рсунський до́говір — договір, укладений між Запоро́зьким Ві́йськом і Швецією 25 жовтня 1657 на Генеральній Військовій Раді в Корсуні.
Від Ві́йська у виробленні умов договору брали участь Іван Ковалевський, Іван Богун та Юрій Немирич, а з шведської — Густав Лільєкрона.
Договір передбачав створення українсько-шведського політичного союзу, який би гарантував державну незалежність і територіальну цілісність української держави.
За умовами договору шведський король Карл Х Густав зобов'язувався домагатися визнання Річчю Посполитою незалежності України.
Західноукраїнські землі (Руське, Белзьке, Подільське, Волинське воєводства) й Берестейське і Новогрудське воєводства, які перебували під владою Речі Посполитої, мали увійти до складу Гетьманщини.
Початок воєнних дій між Швецією і Данією, складна внутрішньо-політична ситуація в Україні не дозволили реалізувати умови Корсунського договору та зумовили підписання у 1658 році гетьманом Іваном Виговським Гадяцького договору.